# Věra Jourová
Věra Jourová (Třebíč, 1964. augusztus 18. –) cseh politikus. 2019 és 2024 között az Európai Bizottság a politikai értékek és az átláthatóság koordinációjáért felelős alelnöke az első Von der Leyen-bizottságban. 2014. november 1. és 2019. november 30. között a Juncker-bizottságban az igazságszolgáltatás, a fogyasztóvédelem és egyenlő elbánás ügyei tartoztak hozzá.
Korábban regionális fejlesztési miniszterként dolgozott a Bohuslav Sobotka vezette cseh kormányban.

## Élete
Věra Jourová 1964. augusztus 18-án született Třebíčben, az akkori Csehszlovákiában.
A csehen kívül angolul és oroszul beszél.

### Tanulmányai
1986-tól a prágai Károly Egyetem Bölcsészettudományi Karán tanult, ahol 1991-ben szerzett mesterfokozatot kultúraelméletből. Ezt követően 2012-ben jogi diplomát is szerzett, szintén a Károly Egyetemen.

### Szakmai pályája
Első megbízatása a helyi közigazgatásban volt, először szülővárosa Városi Hivatalának titkáraként és szóvivőjeként 1995 és 2000 között, majd 2001 és 2003 között a Vysočina kerület regionális fejlesztési osztályának vezetőjeként.
2006 és 2011 között a nyugat-balkáni országokban (Szerbia, Montenegró és Észak-Macedónia) végzett magántanácsadói munkát EU-tagságukkal kapcsolatban; 2006 és 2013 között adminisztratív igazgatóként dolgozott a Primavera Consulting Ltd.-nél, egy olyan cégnél, amely európai uniós forrásokkal kapcsolatos tanácsadást nyújt állami hatóságoknak, különösen Romániában, Oroszországban, Fehéroroszországban, Lettországban, Észtországban, Macedóniában, Montenegróban, Szerbiában és Moldovában.
2012–13-ban ügyvédgyakornok volt a prágai Bezděk & Partners ügyvédi irodában.

### Politikai pályája
Politikai pályafutása 2003-ban kezdődött, amikor csatlakozott a Cseh Szociáldemokrata Párthoz (ČSSD), és regionális fejlesztési miniszterhelyettesnek nevezték ki, az európai integrációval foglalkozó szekció élére, amelyet 2006-ig töltött be. Feladatai közé tartozott a cseh delegáció vezetése az Európai Bizottsággal és az Európai Beruházási Bankkal az európai alapokról és azok kezeléséről folytatott tárgyalásokon.
2006 októberében azzal vádolták meg, hogy kétmillió cseh korona kenőpénzt fogadott el Ladislav Péťától, Budišov polgármesterétől azért, hogy uniós támogatást szerezzen a településén található kastély felújítására. Emiatt több mint egy hónapot töltött börtönben a tárgyalásra várva; az ellene folytatott nyomozás 2008-ban ért véget, amikor a rendőrség megállapította, hogy az állítólagos korrupció soha nem történt meg.
2006-ban kilépett a ČSSD-ből, 2009-ben pedig csatlakozott az Európai Demokrata Párthoz (EDS), amelyben sikertelenül indult a 2009-es európai és a 2010-es parlamenti választásokon. E két vereség után elhagyta az EDS-t is.
2011-ben csatlakozott az ANO 2011 politikai mozgalomhoz, amelynek 2013-ban alelnöke lett.
2013. október 26-án a parlamenti választásokat követően a Cseh Köztársaság Képviselőházának tagja lett. 2014. január 29-én a Sobotka-kormány regionális fejlesztési miniszterévé nevezték ki, ezt a posztot október 8-ig töltötte be.

### Európai biztosként
2014. szeptember 10-én kinevezték a Cseh Köztársaság európai biztosának a Juncker-bizottságban, amelyben az igazságszolgáltatással, a fogyasztóvédelemmel és a nemek közötti egyenlőséggel foglalkozó tárcával bízták meg.
Hazája kormánya ismét biztosnak jelölte, 2019. december 1-jén vette át az értékekért és az átláthatóságért felelős alelnöki tisztséget az első Von der Leyen-bizottságban, azzal a feladattal, hogy koordinálja a munkacsoportot, hogy új lendületet adjon az európai demokráciának. 
2022. december 16-án, miután a Twitter (amelynek tulajdonjogát Elon Musk 2022 októberében szerezte meg) blokkolta néhány újságíró profilját, bejelentette, hogy az Európai Bizottság szankciókat vezet be a közösségi hálózat ellen a digitális szolgáltatások egységes piacáról szóló (EU) 2022/2065 rendelet megsértése, pontosabban a médiaszabadság és az alapvető jogok tiszteletben tartásának elmulasztása miatt.

### Magyarországgal kapcsolatos álláspontja
Jourová rendszeresen azt mondja, hogy Magyarországot gyakrabban kell számonkérni, különösen az Oroszországgal és az orosz–ukrán háborúval kapcsolatos álláspontja miatt. Az Európai Bizottság alelnökeként szorgalmazza, hogy az uniós végrehajtó testület folytassa a Magyarország ellen indított jogállamisági eljárást.
Megítélése szerint Magyarország csak akkor remélheti a neki régóta járó EU-s források kifizetését,  ha a Bizottság által előírt 27 követelményből mindet teljesíti. Szerinte ezekből 2023 májusáig Magyarország csak négyet hajtott végre.

## Fordítás
- Ez a szócikk részben vagy egészben  a   Věra Jourová című olasz Wikipédia-szócikk ezen változatának fordításán alapul.  Az eredeti cikk szerkesztőit annak laptörténete sorolja fel. Ez a jelzés csupán a megfogalmazás eredetét és a szerzői jogokat jelzi, nem szolgál a cikkben szereplő információk forrásmegjelöléseként.